# إيبويتين ألفا
إيبويتين ألفا هو إريثروبويتين بشري ينتج بواسطة تقنية الحمض النووي معاد التركيب.
حصل على ترخيص وكالة الأدوية الأوروبية في 28 أغسطس 2007.

## الاستعمالات
يستعمل لتحفيز تكون الكريات الحمر لأجل علاج فقر الدم، والذي غالبا ما يعود سببه لمرض الكلى المزمن أو خلل التنسج النقوي أو بسبب العلاج الكيميائي.

### فقر الدم بسبب مرض الكلى المزمن
أي مريض مصاب بمرض الكلى المزمن أي مريض يحتاج لغسيل كلوي فهو بحاجة للحديد الذي يجب إعطاؤه مع إريثروبويتين استنادا لنتائج مختبرية معينة مثل الفيريتين وإشباع الترانسفرين.

### فقر الدم الناتج عن علاج السرطان
تدعم إدارة الغذاء والدواء استعمال إيبويتين في علاج فقر الدم الناتج عن علاج السرطان.

### علاج مرضى الحالات الحرجة
أظهرت بعض الدراسات فائدة استعمال إيبويتين في علاج مرضى الحالات الحرجة.

### الأمراض العصبية
هنالك فرضيات تدعم استعمال إيبويتين في علاج بعض الحالات العصبية مثل الفصام والسكتة. كما أن تفترض بعض الدراسات فائدة استعماله في علاج الملاريا الدماغية، حيث يقوم طفيلي الملاريا بسد الأوعية الدموية في الدماغ، لكن هذا الرأي يتعارض مع كون نقل الإريثروبويتين المنخفض في الدماغ وقلة مستقبلاته في الخلايا العصبية.

## التسويق
تنتجه شركة أمجن تحت اسم تجاري هو Epogen، أما شركة يانسن بايوتك، وهي شركة تابعة لشركة جونسون آند جونسون، فتنتجه تحت اسم Procrit.